# Peugeot 3008
Peugeot 3008 (укр. Пежо 3008) — кросовер, що випускається під маркою Пежо.

## Перше покоління (T84; 2009-2016)

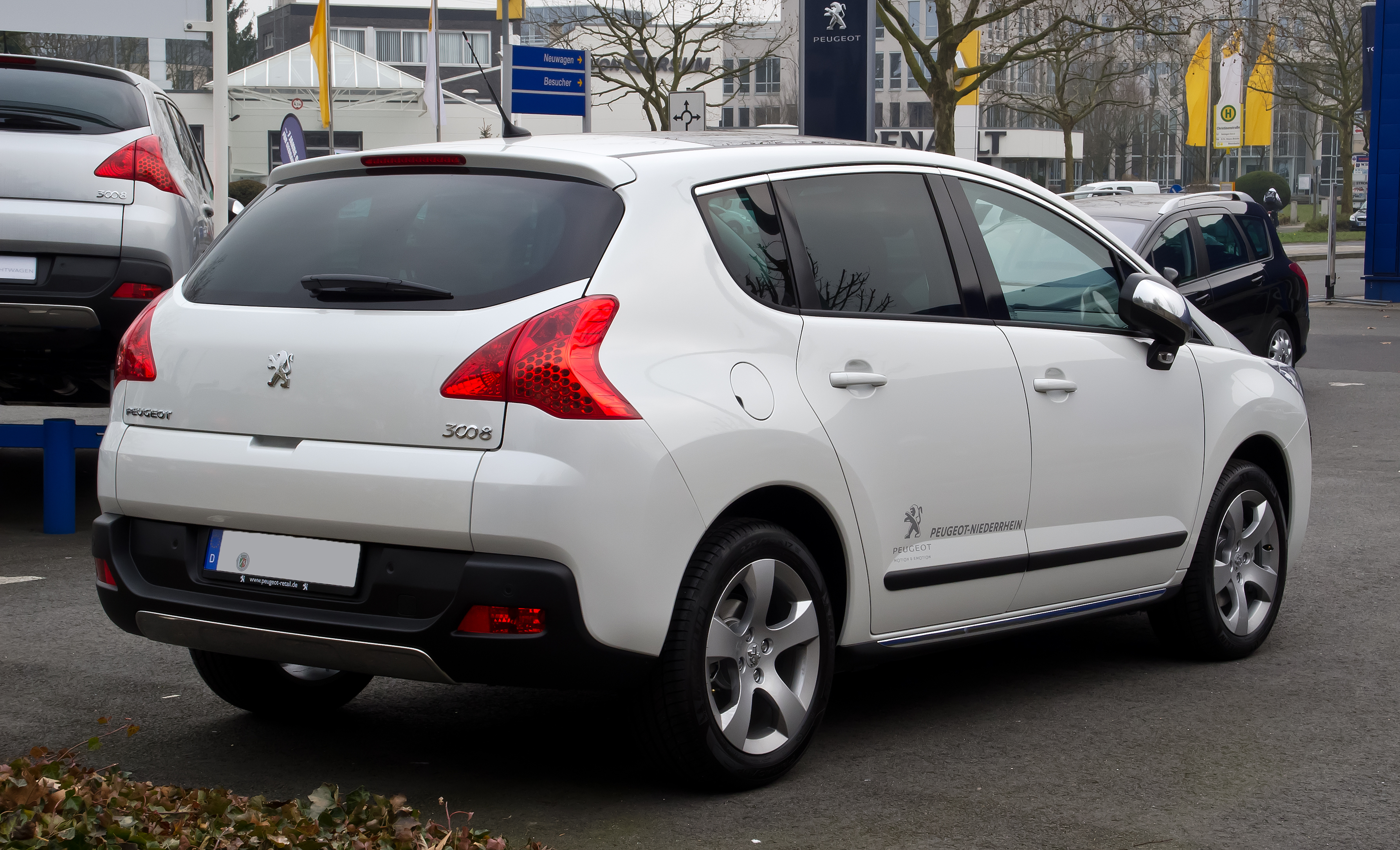
Peugeot 3008 HDi FAP 110 Allure (2009-2013)

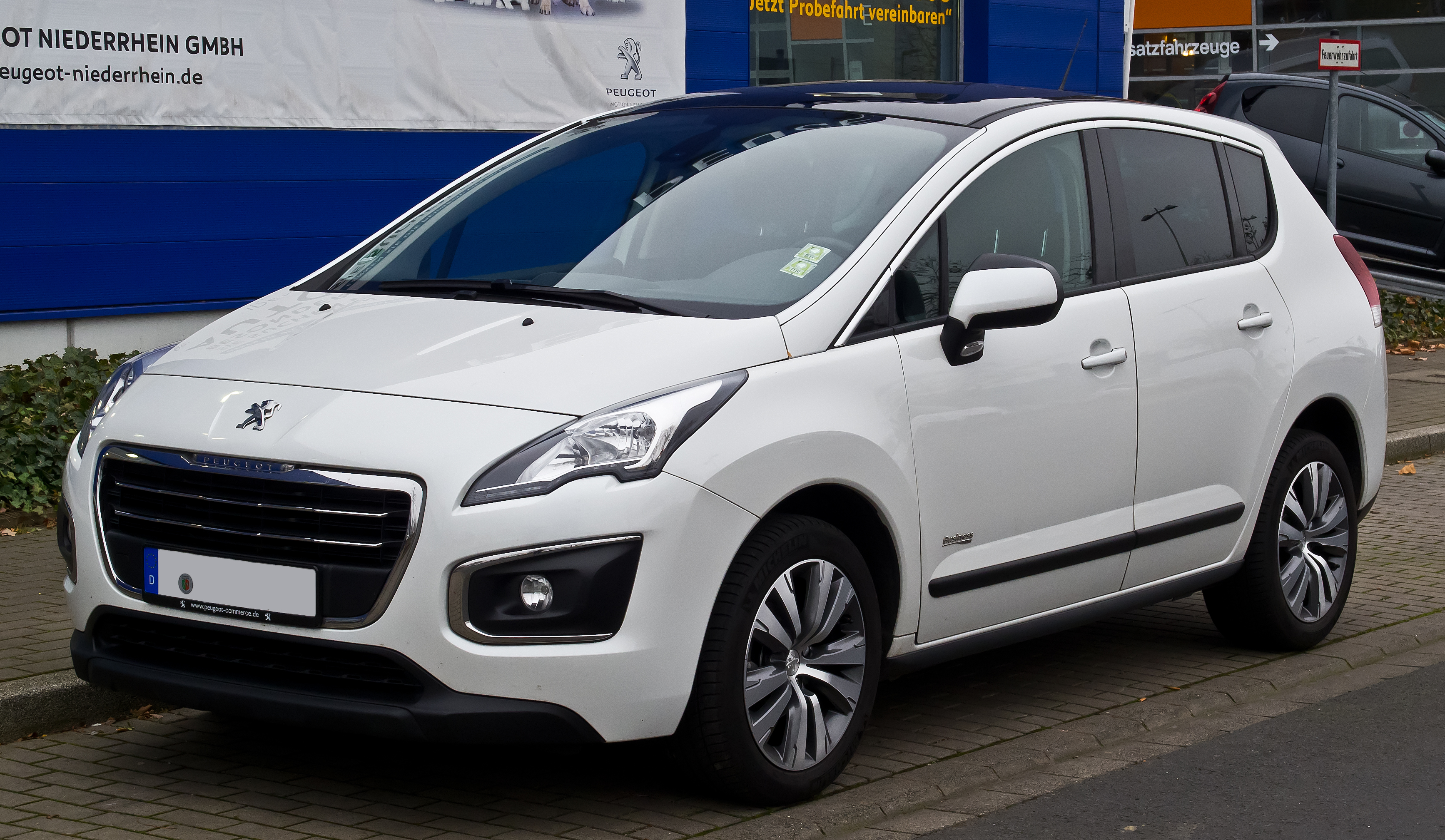
Peugeot 3008 (з 2013)

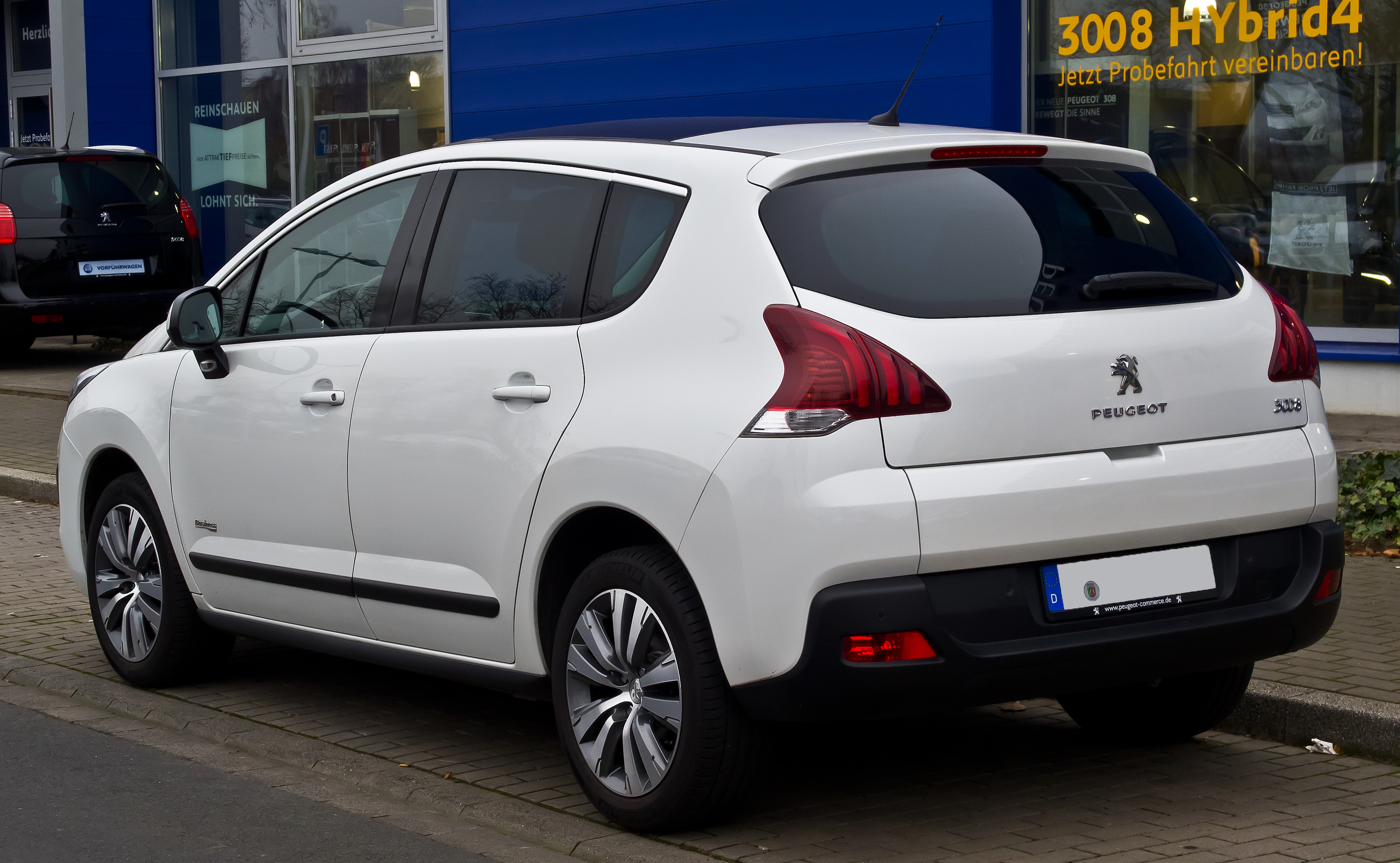
Peugeot 3008 (з 2013)

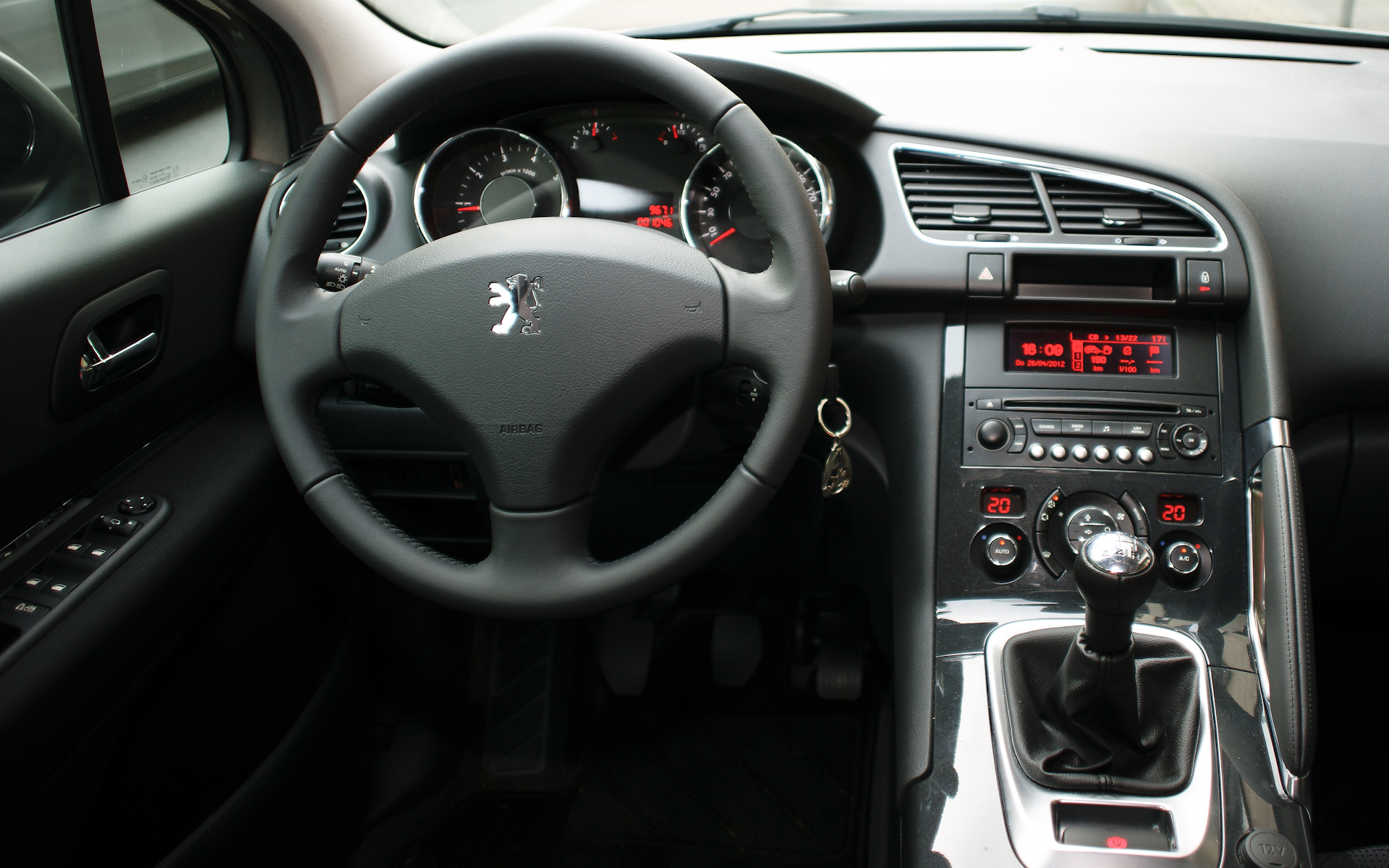
Салон Peugeot 3008

Peugeot 3008 збудований на платформі PF2, вперше був представлений у вересні 2008 року на Паризькому автосалоні. Випускається в 5-ти місному варіанті з травня 2009 року і продається на 5 ринках Європи (Франції, Німеччини, Італії, Іспанії, Бельгії, Голландії), а з листопада 2009 року у Великій Британії. За цей час до кінця 2009 року було продано 62 000 примірників. Також, з 2010 року, Peugeot 3008 продається в Туреччині.
Автомобіль також продається в Китаї. В 2013 році автомобіль для китайського та європейського ринку модернізували, з цього часу автомобілі стали відрізнятись зовні.
Передня підвіска - тип Макферсон, нижній Г-подібний важіль; задня підвіска - балка, що скручується і пружини. Незважаючи на деяку примітивність підвіски, машина має цілком прийнятний рівень комфорту, а керованість може бути оцінена як дуже хороша. Рульове управління - рейкове з Електрогідропідсилювач і варійованим зусиллям в залежності від швидкості руху. Задня балка підвіски забезпечує ефект підрулення на покриттях з високим коефіцієнтом зчеплення. Ефект підрулення проявляється при гальмуванні на дузі як затягування машини всередину повороту. 

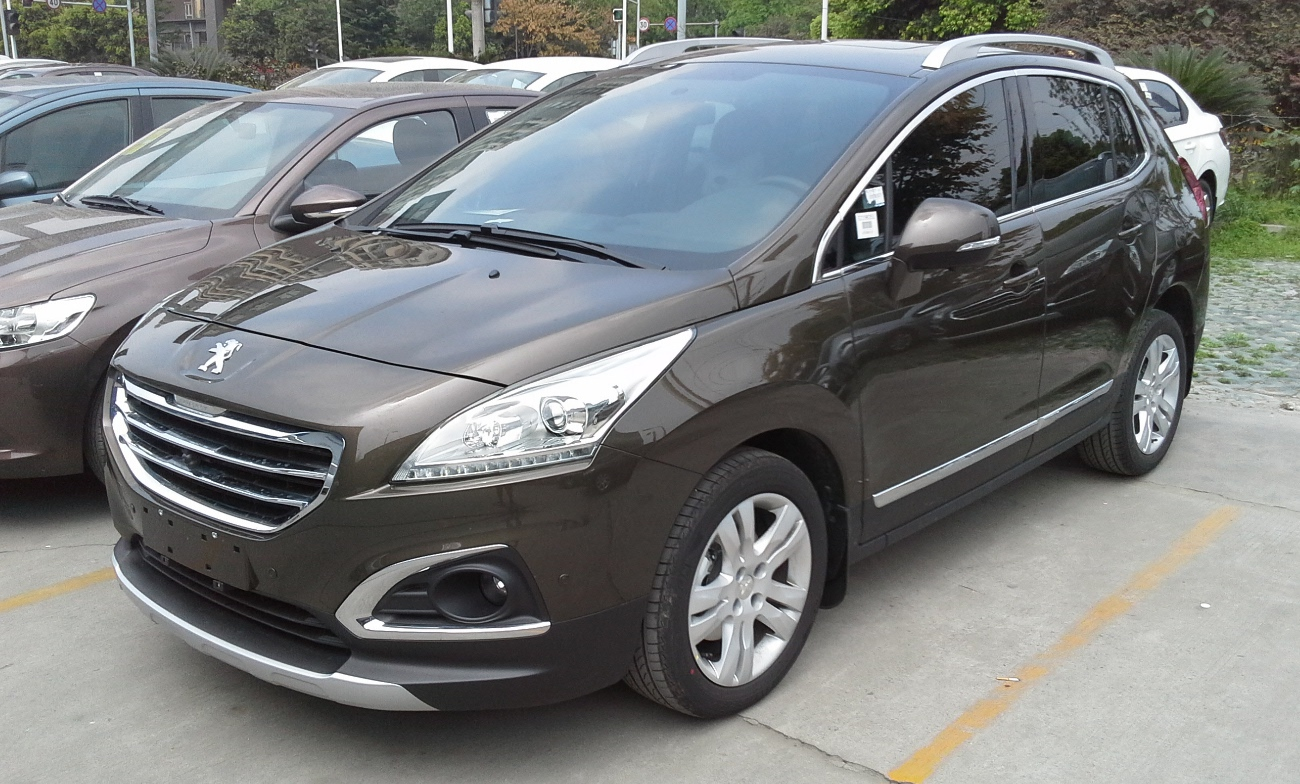
Peugeot 3008 для китайського ринку (з 2013)
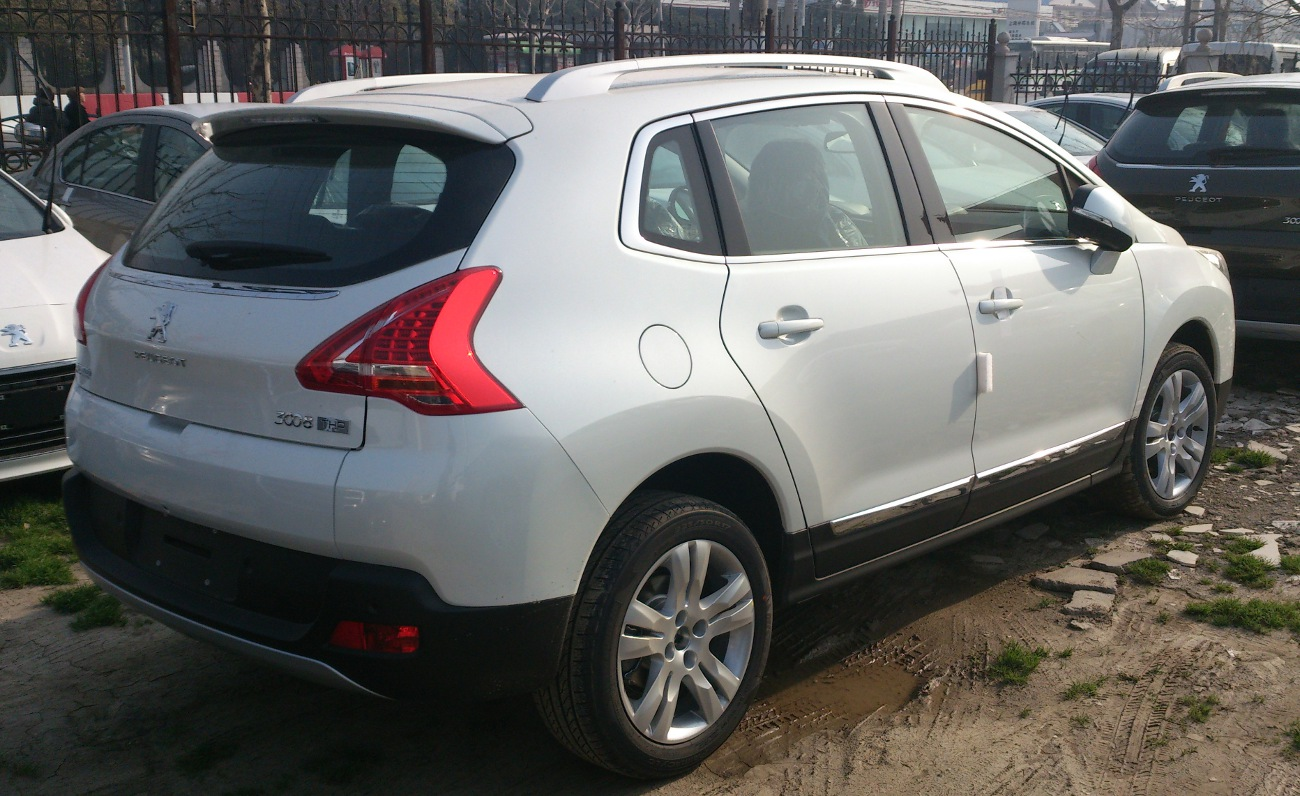
Peugeot 3008 для китайського ринку (з 2013)

### Двигуни

#### Бензинові
Peugeot 3008 отримав нове сімейство бензинових двигунів Peugeot серії EP II-го покоління, розроблених спільно концернами PSA і BMW Group. 
Автомобіль оснащується бензиновими двигунами: 
атмосферним EP6С - 1.6 л VTi / 120 к.с. з розподіленим (багатоточковим) впорскуванням палива та 
турбованим EP6CDT - 1.6 л THP / 150 і 156 к.с. з безпосереднім (прямим) впорскуванням палива 
| Модель            | Об'єм    | Циліндри | Потужність кВт (к.с.) при об/хв | Крутний момент Нм при об/хв | Виробництво |
| ----------------- | -------- | -------- | ------------------------------- | --------------------------- | ----------- |
| 1.6 VTi           | 1598 см³ | 4        | 88 (120) / 6000                 | 160 / 4250                  | з 06/2009   |
| 1.6 THP Automatik | 1598 см³ | 4        | 103 (140) / 5800                | 240 / 1400                  | 2009–2010   |
| 1.6 THP           | 1598 см³ | 4        | 115 (156) / 6000                | 240 / 1400                  | з 06/2009   |

#### Дизельні
| Модель                  | Об'єм    | Циліндри | Потужність кВт (к.с.) при об/хв | Крутний момент Нм при об/хв | Виробництво  |
| ----------------------- | -------- | -------- | ------------------------------- | --------------------------- | ------------ |
| 1.6 HDi (FAP)           | 1560 см³ | 4        | 80 (109) / 4000                 | 240 / 1750                  | 2009–07/2010 |
| 1.6 HDi (FAP)           | 1560 см³ | 4        | 82 (112) / 4000                 | 270 / 1750                  | з 07/2010    |
| 2.0 HDi (FAP)           | 1997 см³ | 4        | 110 (150) / 3750                | 340 / 2000                  | з 2009       |
| 2.0 HDi (FAP) Automatik | 1997 см³ | 4        | 120 (163) / 3750                | 340 / 2000                  | з 03/2010    |

### Трансмісія

#### Автоматичні КПП
Кросовер Peugeot 3008 оснащується 6-ступінчастими автоматичними коробками передач гідромеханічного типу Aisin AT6 і AM6 в поєднанні з двигунами:
АКПП Aisin AT6 - з бензиновим EP6CDT 1.6 THP 150 / 156 к.с.
АКПП Aisin AM6 - з дизельним 2.0 HDi 163 к.с.
Розробником і виробником автоматичних коробок передач AT6 і AM6 є японський концерн AISIN AW CO., LTD.
Інженери PSA брали участь у їх розробці та адаптації до різних автомобілів марок Peugeot і Citroen.
Детальний опис, технології та характеристики автоматичних КПП Пежо 3008 (рос.)
| Результати Краш-тесту          |                |
| Зірки в Euro NCAP з Краш-тесту |                |
| Пасажири                       | 86% (31 бал)   |
| Безпека дітей                  | 81% (40 балів) |
| Безпека пішоходів              | 31% (11 балів) |
| Активна безпека                | 97% (7 балів)  |

### Безпека
За результатами краш-тесту відповідно до досліджень Euro NCAP проведених в 2009 році Peugeot 3008 1.6HDi, LHD отримав п'ять зірок за безпеку, з них за захист пасажирів він отримав 31 бал, що становить 86% від максимально можливого результату, за захист дітей 40 балів (81%), за безпеку пішоходів 11 балів (31%) і за активну безпеку 7 балів (97%).
Про безпеку людей у салоні дбають: шість подушок безпеки, функція нагадування про ремені безпеки, електронні гальма стоянки, система контролю стійкості та фіксатори дитячого крісла ISOFIX. До цього переліку можна додати Grip Control (контроль зчеплення), який допомагає антибуксувальній системі утримувати автомобіль у межах дороги при поганих погодних умовах. 

### Peugeot 3008 HYbrid4

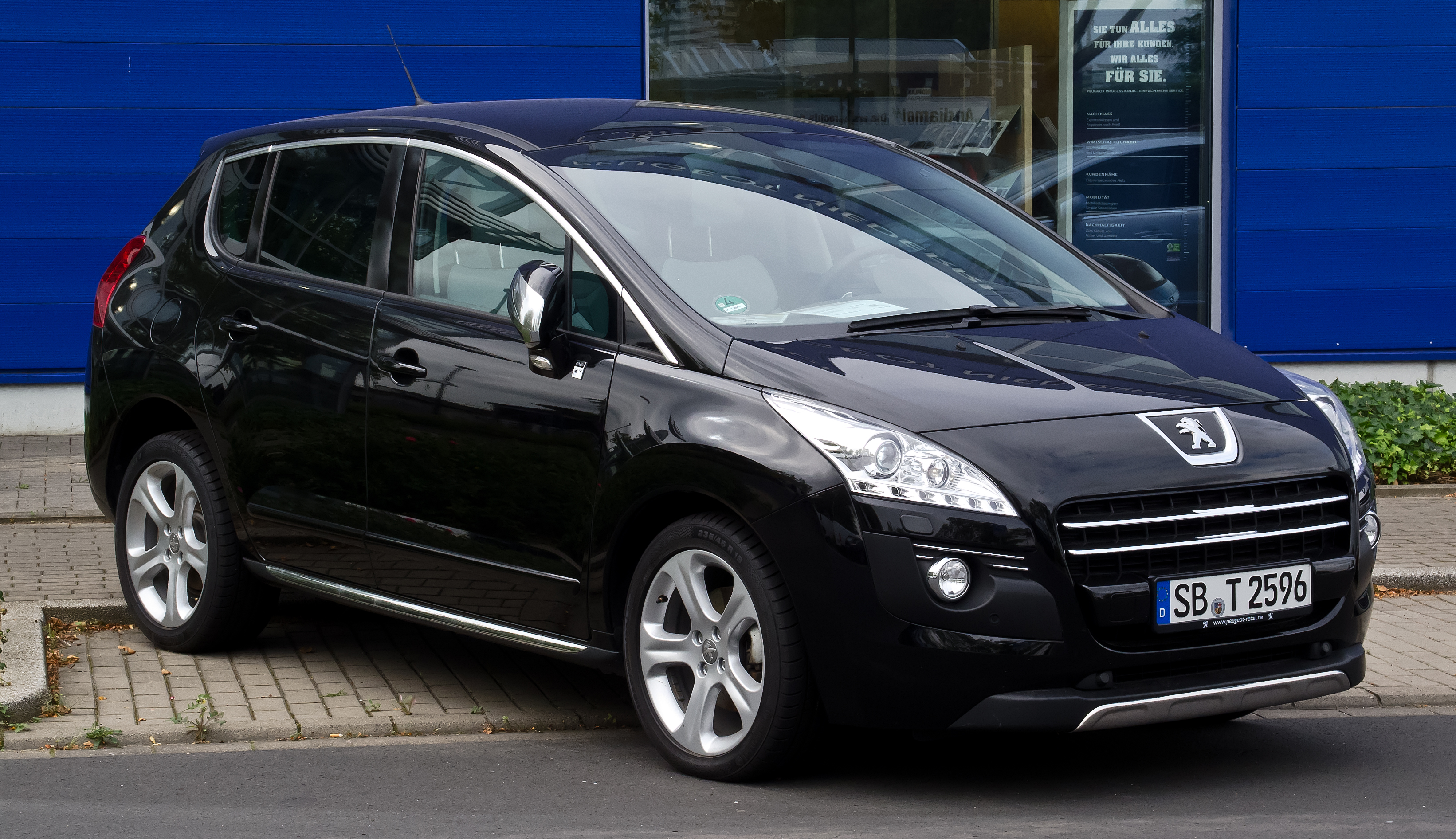
Peugeot 3008 HYbrid4 (2012-2013)

В 2012 році дебютував варіант HYbrid4, перший в світі масовий дизель-електричний гібрид. Його 37-сильний електромотор на задній осі заодно зробив паркетник повнопривідним. Передню вісь обертав 163-сильний дизель 2.0 л. Середня витрата такої версії дорівнювала 3,5 л/100 км.

## Друге покоління (P84; 2016-2024)

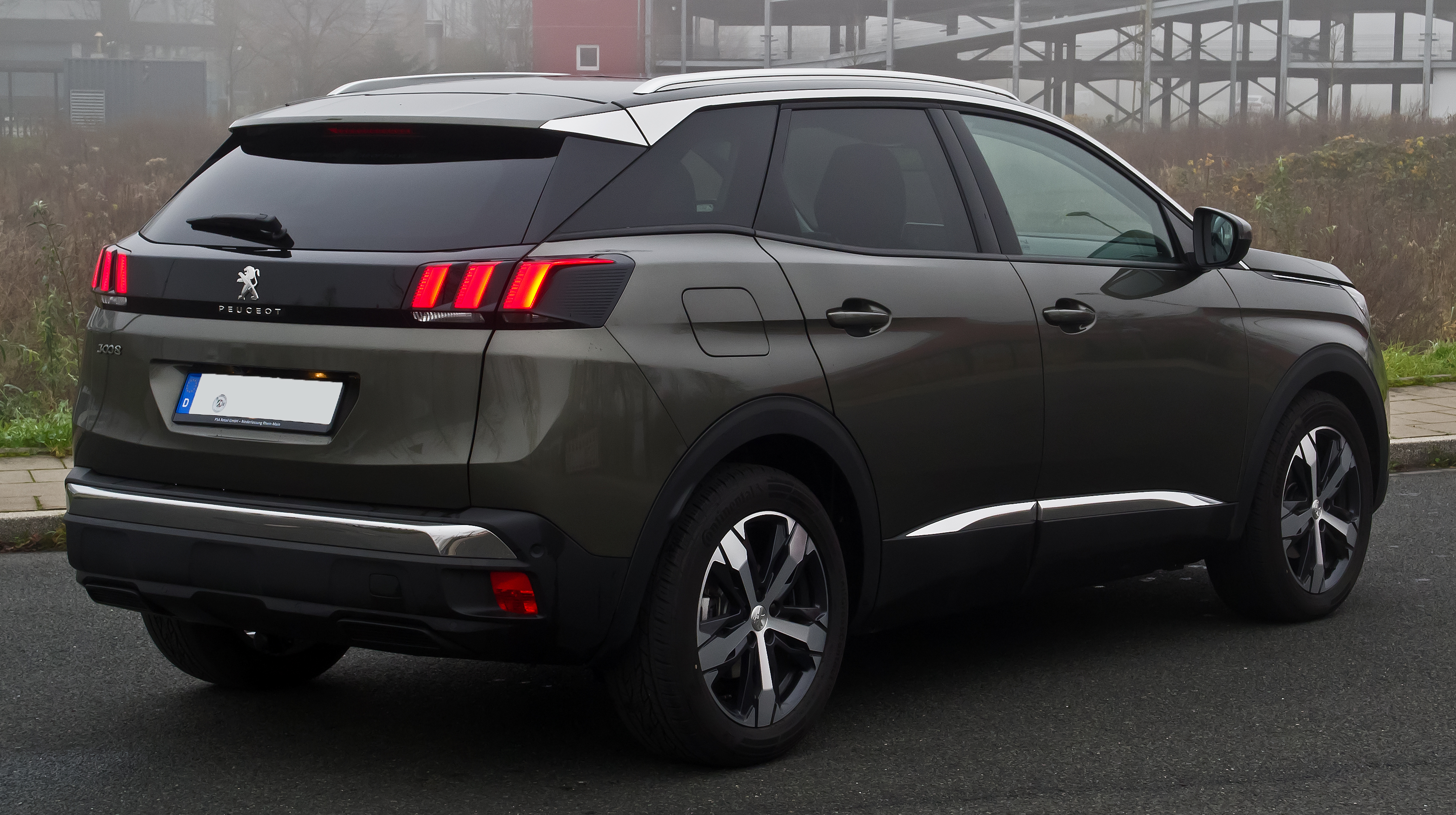
Peugeot 3008 ІІ

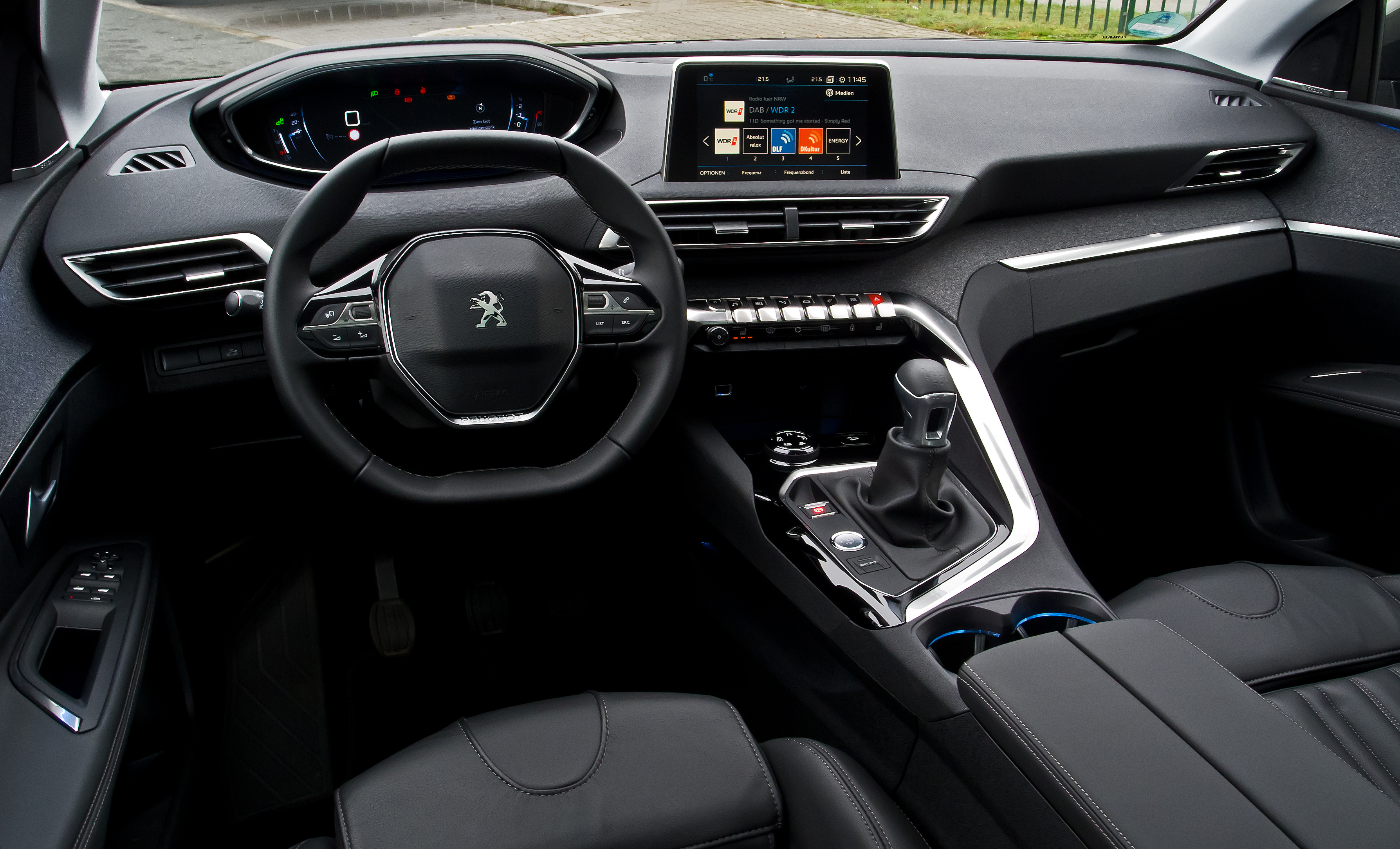
Peugeot 3008 ІІ

В травні 2016 році дебютував Peugeot 3008 другого покоління, що збудований на платформі EMP2. Основним конкурентом моделі є Renault Kadjar. Дизайн нового Peugeot 3008 виконаний в стилі концепт-кара Quartz, який в 2014 році був представлений на автошоу в Парижі. Моторна гама починається з бензинового 1.2 e-THP PureTech (130 к.с.). Всі автомобілі пропонуються виключно з переднім приводом. Для компенсації відсутності повного приводу пропонується система контролю тяги Grip Control Advanced з можливість вибору режимів їзди по снігу, бруду і піску. Є система допомоги при русі під ухилом, адаптивний круїз-контроль з автоматичним гальмуванням, система моніторингу «сліпих» зон, система розпізнавання дорожніх знаків і втоми водія, контроль рядності, система автоматичної парковки з круговим оглядом і багато іншого.
Автомобіль отримав покращений салон i-Cockpit з 12,3-дюймовим дисплеєм, який замінив панель приладів, 8-дюймовим сенсорним екраном на центральній консолі, аудіо системою Focal, індукційною зарядкою для смартфонів, 3D-навігацією, голосовим управлінням і підтримкою технології Mirror Screen.
Світлодіодні ходові вогні, передні протитуманні фари і 17-дюймові легко-сплавні диски входять в базове устаткування.
За безпеку пасажирів відповідають шість подушок безпеки, АБС, ESP, круїз-контроль з обмежувачем швидкості. Це дозволило отримати п'ять зірок за безпеку на тестах Euro NCAP.

### Peugeot 3008 HYbrid4
В вересні 2018 року дебютував Peugeot 3008 HYbrid4 другого покоління. На відміну від попередника новинка є підключаємим гібридом PHEV. У Пежо повноприводна система Hybrid4 включає бензинову турбочетвірку 1.6 PureTech (200 к.с.) і два електродвигуни по 80 кВт (110 к.с.), сумарна віддача становить 300 к.с. Передній електродвигун з'єднаний з восьмиступінчастою АКПП e-EAT8, задній з інвертором і диференціалом вбудований в підвіску. Живлення забезпечує літієво-іонна батарея ємністю 13,2 кВт•год, розташована під задніми сидіннями.
На одній електротязі гібрид проїжджає 50 км. За попередніми підрахунками, комбінована витрата палива в циклі WLTP становить 2,2 л/100 км. Викиди CO2 не повинні перевищувати 49 г/км. Зарядка батареї від настінного терміналу потужністю 7,4 кВт займає 110 хвилин.
Є чотири режими руху: електричний, гібридний, повнопривідний і спортивний. Паркетник прискорюватися з місця до 100 км/год за 6,5 с. На електротязі можна їхати зі швидкістю до 135 км/год, вище підключиться ДВЗ.

### Оновлення 2020 року

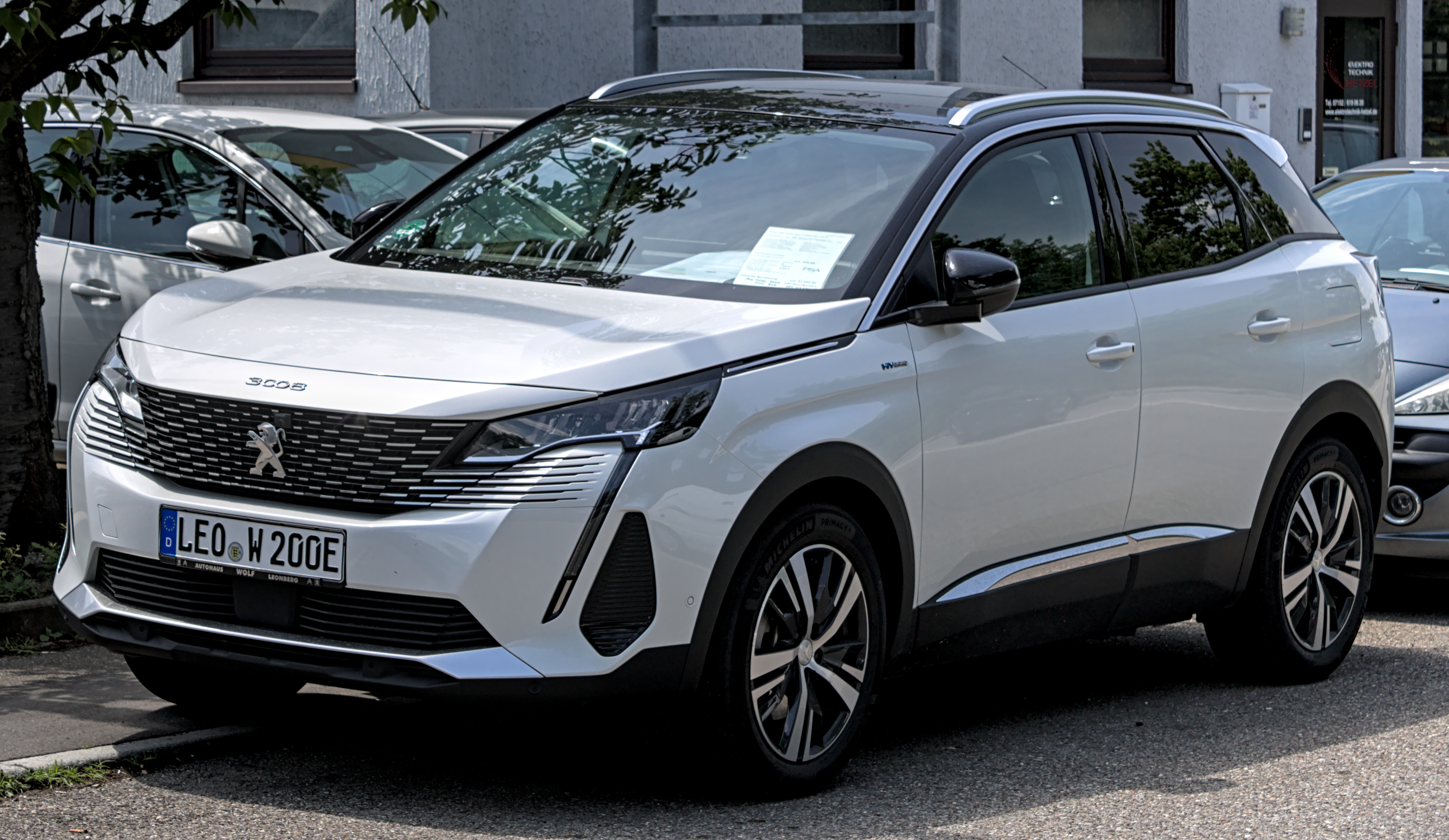
Peugeot 3008 ІІ (з 2020)

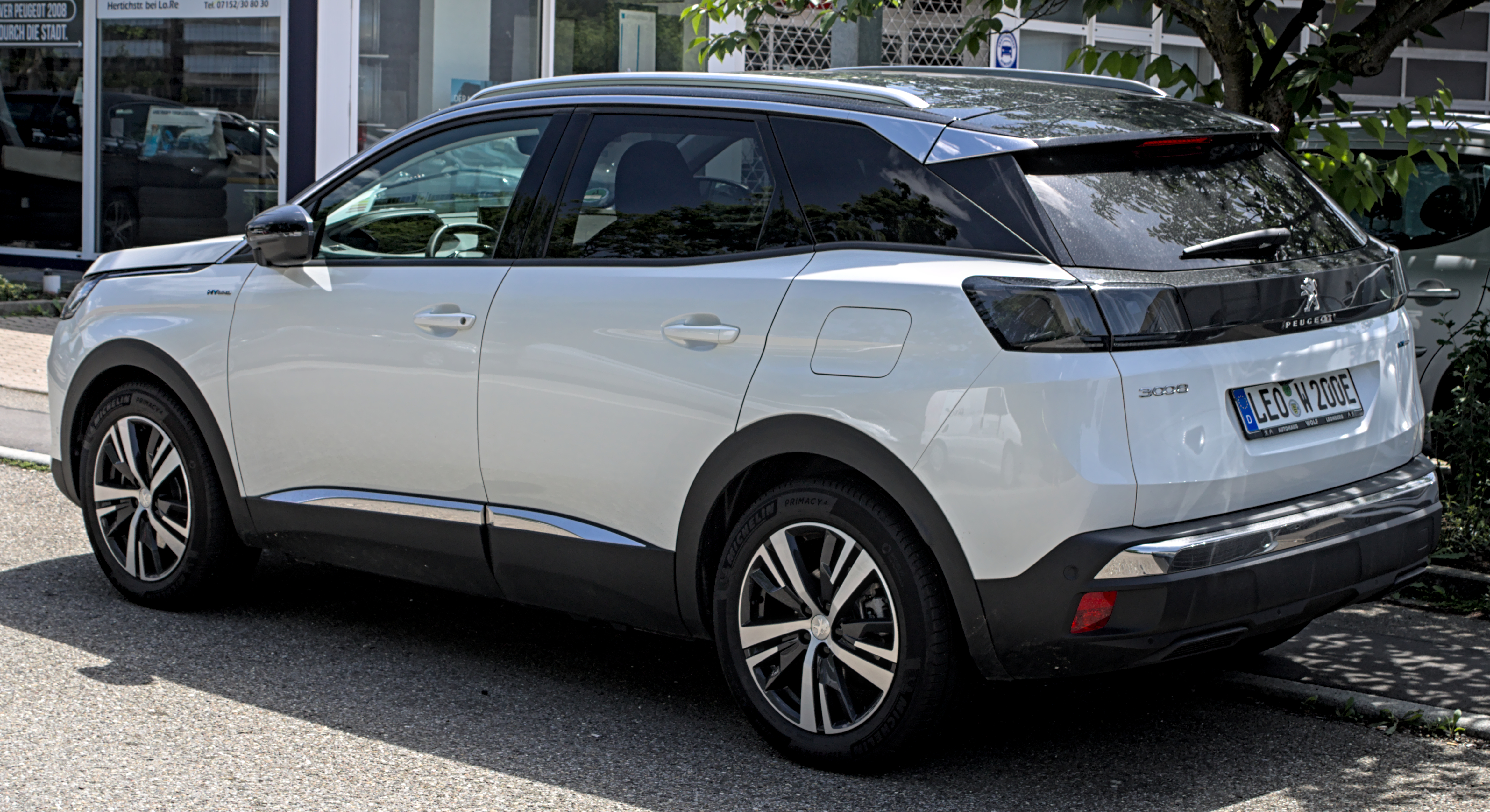

У вересні 2020 року виробник представив оновлення для 3008-го. 
Зміни стосувались, як зовнішності, де кросовер отримав «ікласту» світлотехніку в стилі моделей 508, 208 і 2008, радіаторну решітку без рамки, видозмінені бампери і логотип із числовим індексом на капоті, а також інтер'єру.
У салоні реалізована остання версія фірмового водійського інтерфейсу i-Cockpit із 12,3-дюймовою цифровою панеллю приладів, яку можна налаштовувати. По центру розташувався новий 10-дюймовий тачскрін мультимедійної системи, нижче — сім фізичних клавіш для управління основними функціями. 
Базовим залишився трициліндровий 130-сильний бензиновий двигун PureTech об'ємом 1,2 літра, який може поєднуватися з шестиступеневою механікою або восьмиступеневим автоматом. 
Кількість дизельних двигунів була скорочена до одної 1,5-літрової 130-сильної «четвірки» з тими ж двома трансмісіями. 
Також з'явився новий гібрид — 3008 Hybrid4 300 з 13,2-кіловатною батареєю, яку можна заряджати від розетки.

### Двигуни
Бензинові
- 1.2 л PureTech 130 к.с. 230 Нм
- 1.6 л THP 165 к.с. 240 Нм
- 1.6 л PureTech 180 к.с. 250 Нм

Дизельні
- 1.6 л BlueHDi 100 к.с. 254 Нм
- 1.6 л BlueHDi 120 к.с. 300 Нм
- 1.5 л BlueHDi 130 к.с. 300 Нм
- 2.0 л BlueHDi 136 к.с. 370 Нм
- 2.0 л BlueHDi 150 к.с. 370 Нм
- 2.0 л BlueHDi 177 к.с. 400 Нм
- 2.0 л BlueHDi 180 к.с. 400 Нм

Гібридні (Plug-in-Hybrid)
- 1.6 л PureTech 200 к.с. + 2-ва електродвигуни по 110 к.с. разом 300 к.с. 560 Нм (HYbrid4)
- 1.6 л PureTech 180 к.с. + електродвигун 109 к.с. разом 225 к.с. 320 Нм (HYbrid)

### Спортивні модифікації

#### Peugeot 3008 DKR

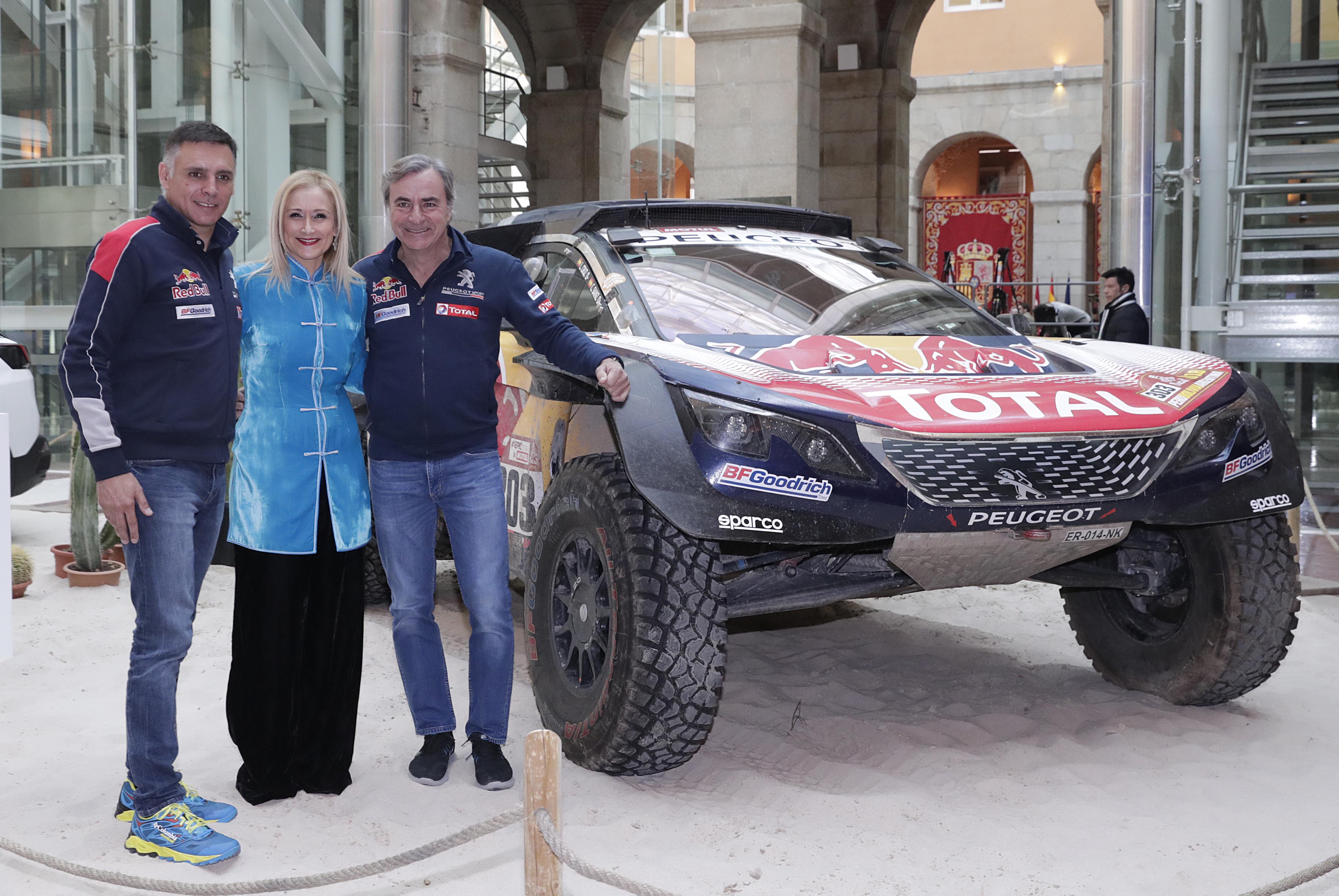
Peugeot 3008 DKR

На автосалоні в Парижі в кінці вересня 2016 року представили спортивний болід Peugeot 3008 DKR підготовлений до ралі Дакар. У січні 2017 року фірма виграла ралі Дакар в класі легкових машин. Пілоти Стефан Петерансель, Себастьян Льоб і Сіріль Депре зайняли перші три місця.
В січні 2018 року Карлос Сайнс здобув перемогу на ралі Дакар в класі легкових машин на Peugeot 3008 DKR Maxi, що є модернізованою версією 3008 DKR.
Автомобіль 3008 DKR оснащений 3.0 л bi-turbo HDi V6 (340 к.с., 800 Нм) та шинами BFGoodrich All-Terrain T/A KDR2 розмірністю 37/12,5x17.

## Третє покоління (P64; з 2023)

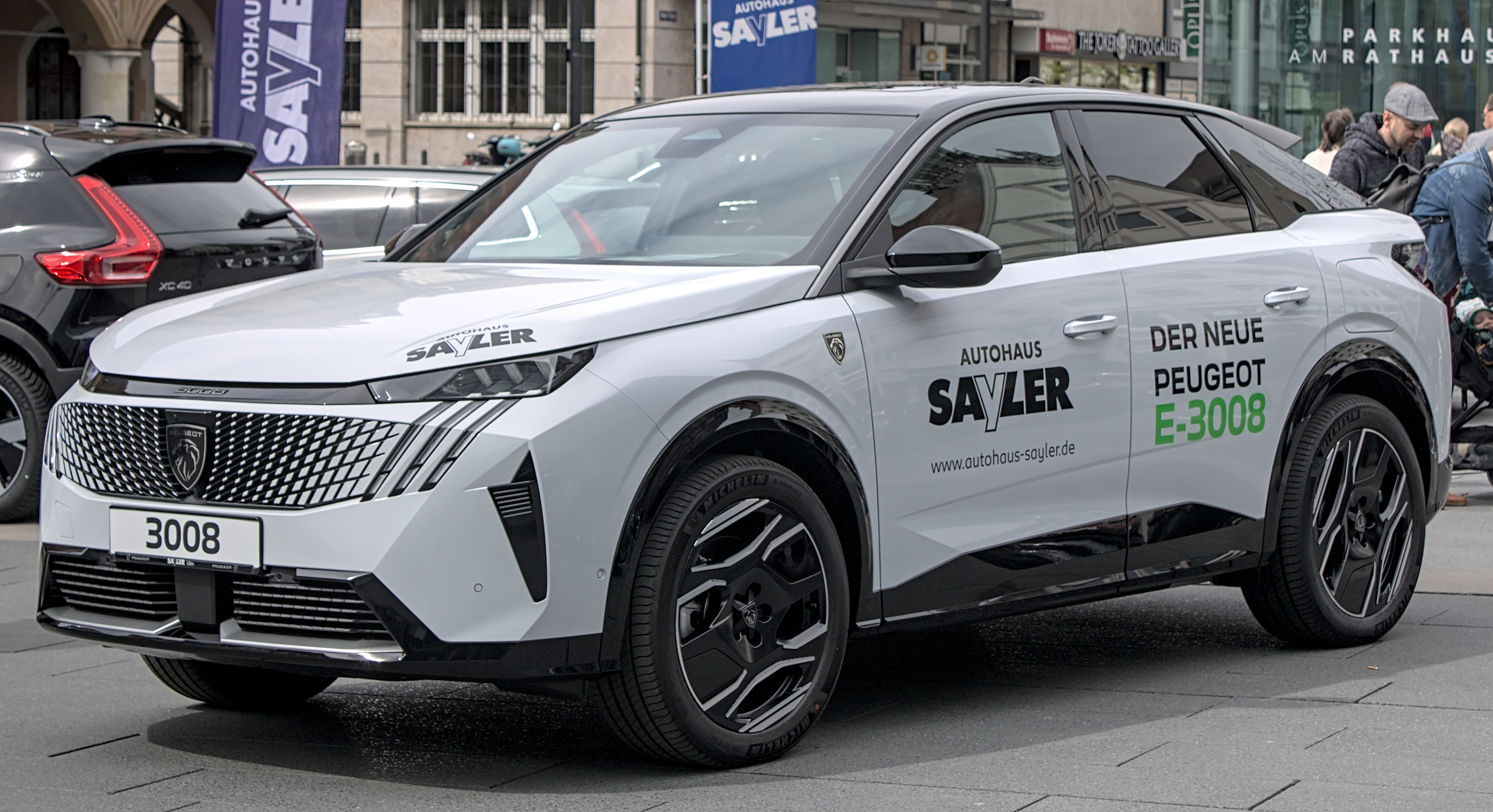
Peugeot e-3008

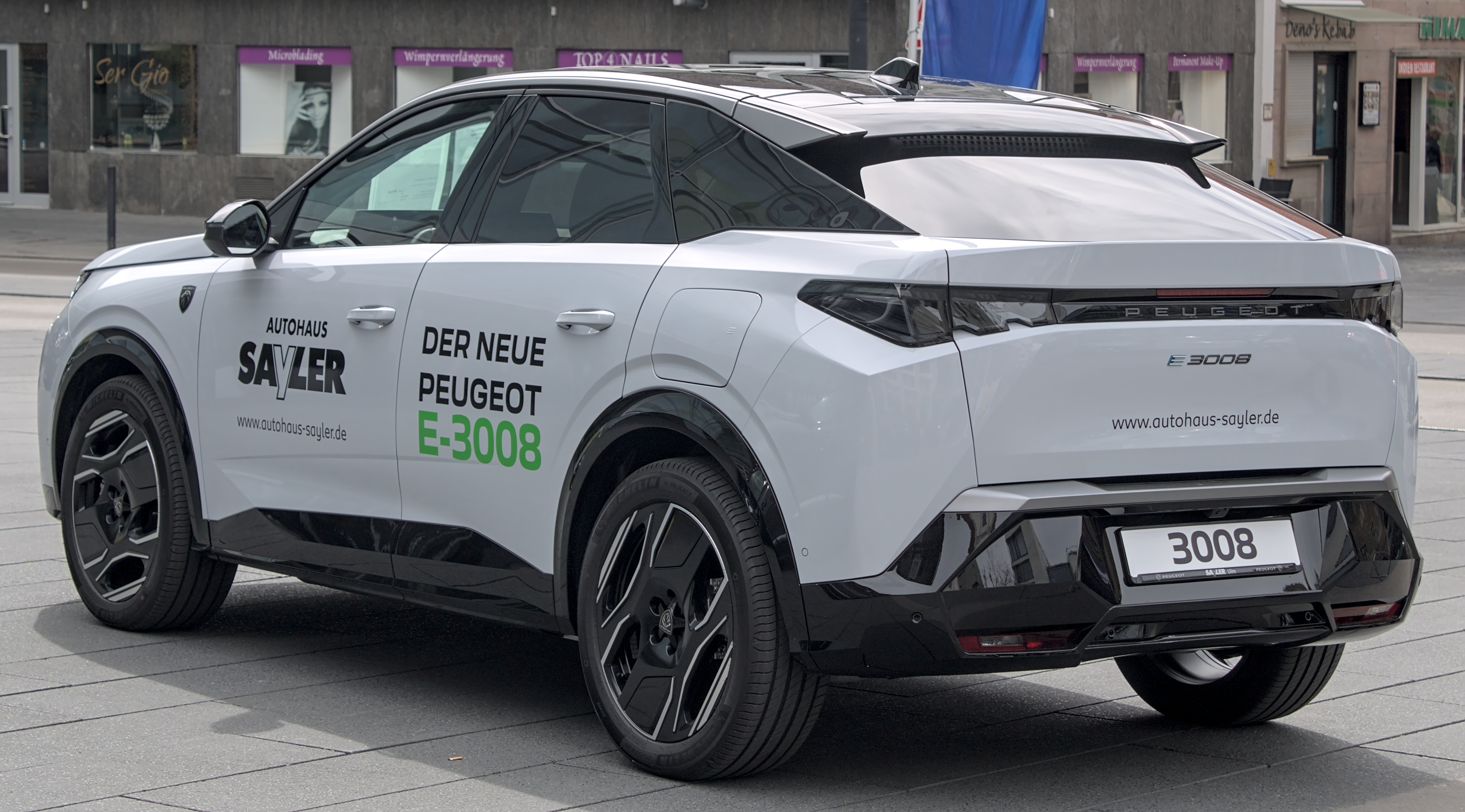

8 вересня 2023 року компанія Peugeot опублікувала перші офіційні фотографії e-3008, попередньо переглядаючи його зовнішній дизайн перед дебютом, який заплановано на 12 вересня на заводі в Сошо у Франції. У своєму третьому поколінні модель перетворилася на повністю електричний позашляховик-купе.

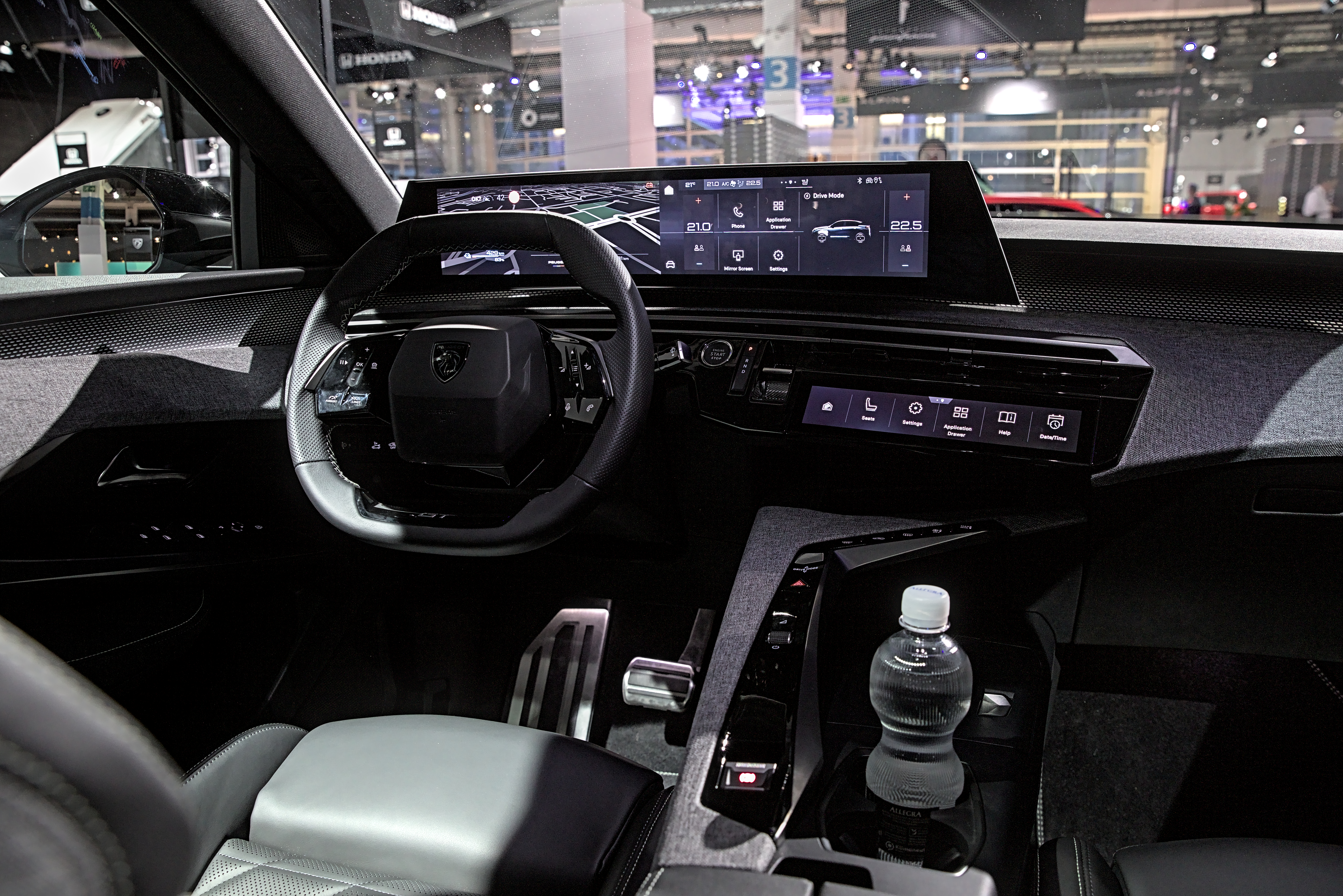

3008 побудований на технічній платформі STLA Medium від групи Stellantis.
Акумулятори для версій з електротягою постачає FinDreams, дочірня компанія китайського виробника автомобілів BYD. З 2025 року найефективніші версії матимуть батареї, виготовлені в Біллі-Берклау компанією Automotive Cells Company, спільним підприємством Stellantis, Mercedes-Benz і TotalEnergies.

### Двигуни
Hybrid (MHEV):
- 1.2 PureTech 136

Hybrid (PHEV):
- 1.6 PureTech 150 + електродвигун = 195 к.с.

Електричні:
- e-210
- e-230
- e-320

## Продажі
| рік  | Європа  | Китай  | Китай  |
| рік  | Європа  | 3008   | 4008   |
| ---- | ------- | ------ | ------ |
| 2008 | 153     |        |        |
| 2009 | 48,711  |        |        |
| 2010 | 115,528 |        |        |
| 2011 | 115,906 |        |        |
| 2012 | 95,393  |        |        |
| 2013 | 81,398  | 52,318 |        |
| 2014 | 78,215  | 67,791 |        |
| 2015 | 67,079  | 67,501 |        |
| 2016 | 75,032  | 44,293 | 9,002  |
| 2017 | 168,356 | 18,585 | 51,832 |
| 2018 | 202,389 | 3,719  | 31,859 |
| 2019 | 194,763 | 2,634  | 19,193 |